# あんしんGPS
あんしんGPS KYS11（あんしんジーピーエス ケーワイエス イチイチ）は、京セラが日本国内向けに開発した、auブランドを展開するKDDIおよび沖縄セルラー電話の第3世代移動通信システム（au 3G(旧・CDMA 1X相当)）対応通信機能、および歩数計、GPS機能付き位置情報ツール（またはIoTツール）である。

## 概要
あらかじめ登録されたスマートフォンから遠隔操作でいつでも位置情報を確認することが可能なGPS搭載位置情報ツール。音声通話に対応しない点を除けばほぼ同様のコンセプトを持った既存のau向け端末である見守り歩数計 Mi-Look（KYY03）同様、当初から携帯電話を全く契約していない70代以上の老齢者層を親に持つ世代（2013年 - 2016年現在）が、主にその親に所持されること、もしくは既存のau向け端末であるmamorinoシリーズ同様、10歳未満の子供を持つ家族が、主にその子供に所持されることを想定としている。このほか、自動車やバイク、自転車などに搭載しておき、簡易盗難防止用端末として活用でき、更に歩数計、およびカロリー計が搭載されているので利用者自身の健康管理にも役立てることができる。
緊急時に本体の前面に装備されている緊急ブザーを押すと、自分の位置情報をあらかじめ登録されたスマートフォン、およびタブレットに通知することが可能である。
ただし、本機の利用の際には事前に利用者が現在所有しているAndroid 4.x以降が搭載された一部のauスマートフォンおよびauタブレットが対象となっており、別途あんしんGPS専用アプリをインストールし、設定する必要がある。また、iOS 6.x以降がインストールされた4s以降のau向けiPhone、およびau向けiPadも後にあんしんGPS専用アプリに対応となった。

## 沿革
- 2013年（平成25年）10月2日 - KDDI、および京セラより公式発表。
- 2013年12月14日 - 全国にて一斉発売。
- 2017年（平成29年）6月 - 販売終了。
- 2022年（令和4年）3月31日 - au携帯電話向けの3Gサービスの終了・停波により、本端末は利用不可となった。

## 主な機能・対応サービス
- 防水性能（IPX5/IPX7等級）
- 防塵性能（IP5X等級）
- 緊急ブザー
- ココセコム（別途セコムとの契約が必要）
- 緊急地震速報
- 居場所通知

など

## 注・出典
1. ↑  防犯・見守り用途に：KDDI、スマホで現在地を確認できる「あんしんGPS」 - ITmedia Mobile 2013年10月2日（2013年10月4日閲覧）。
2. ↑  〈お知らせ〉 「あんしんGPS」の発売について 〈別紙1〉 - KDDI 2013年12月12日。
3. ↑  このほか、犬や猫の首輪に装着し、そのペットの居場所確認用端末としても利用可能である。
4. ↑  2014年5月12日よりココセコムに対応